# Patachou
Henriette Ragon, cunoscută ca Patachou, (n. 10 iunie 1918, Paris, Île-de-France, Franța – d. 30 aprilie 2015, Neuilly-sur-Seine, Île-de-France, Franța), a fost o cântăreață și actriță franceză.

## Biografie
Numele Patachou i-a fost acordat de jurnaliști după numele localului la care a cântat o perioadă și unde s-a bucurat de succes.

## Filmografie selectivă
Printre filmele la care a participat se pot aminti:
- 1955 French Cancan, regia Jean Renoir

- 1999 Pola X (rolul Marguerite)
- 1999 Les Acteurs (rolul bătrânei oarbe)
- 2001 Drôle de Félix (rolul Mathilde, bunica)
- 2001 Belphégor, le fantôme du Louvre (rolul Geneviève).

## Distincții
Ca prețuire a valorii sale, a primit distincția Legiunea de onoare.